# Midtstubakken
Midstubakken is een schans in het Noorse Oslo en vormt een onderdeel van de Holmenkollen National Arena.

## Geschiedenis
De schans werd gebouwd in 1955 en was in 1966 een eerste keer de locatie van het WK noords skiën. Voor het WK noords skiën van 1982 werd de schans dan een eerste keer gemoderniseerd. Vanaf 1992 werd de schans dan niet meer actief gebruikt. In 2011 werd de schans opnieuw vernieuwd om zo, samen met de Holmenkollenschans het WK noords skiën van 2011 te kunnen huisvesten.

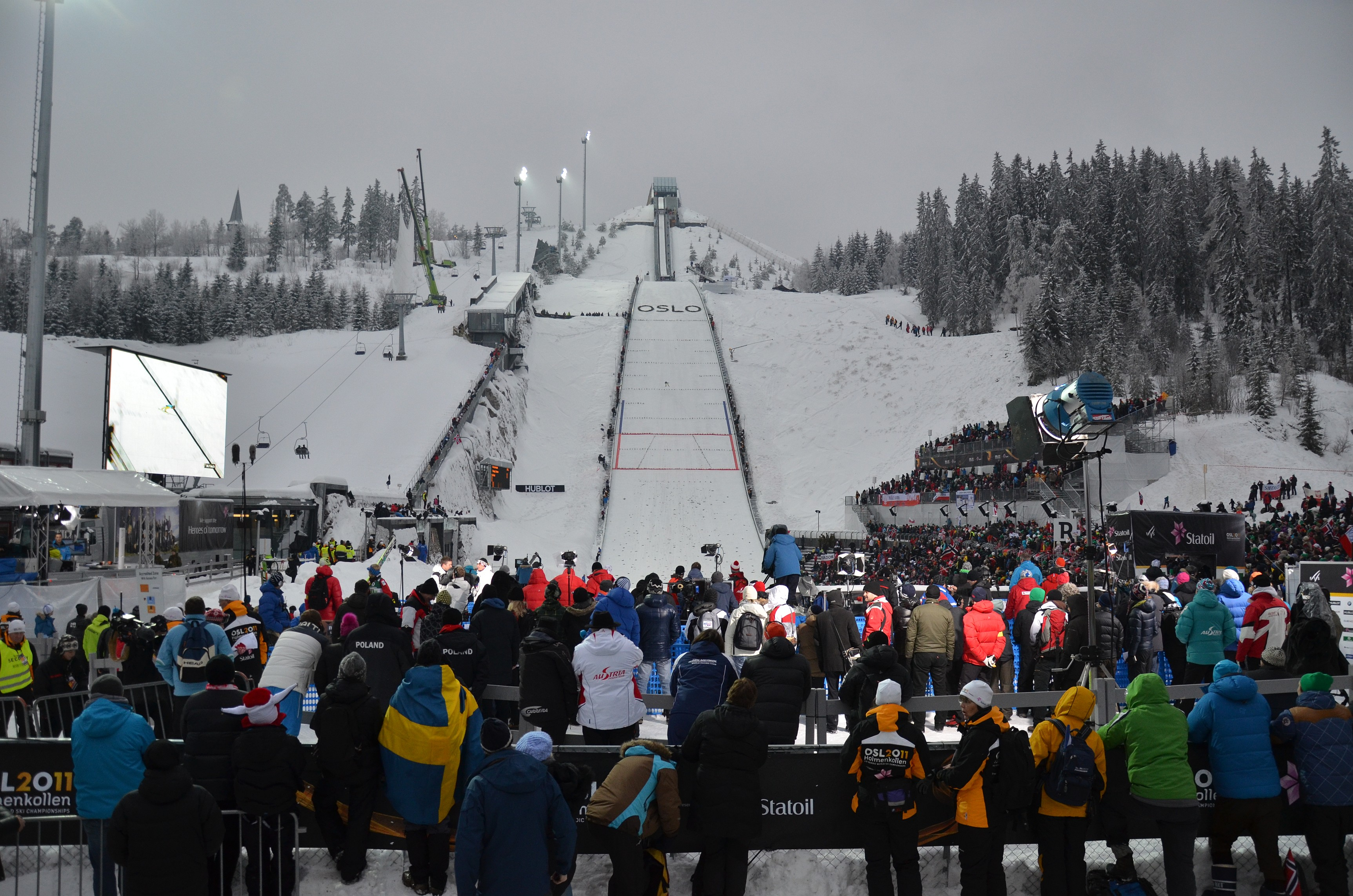
Het stadion
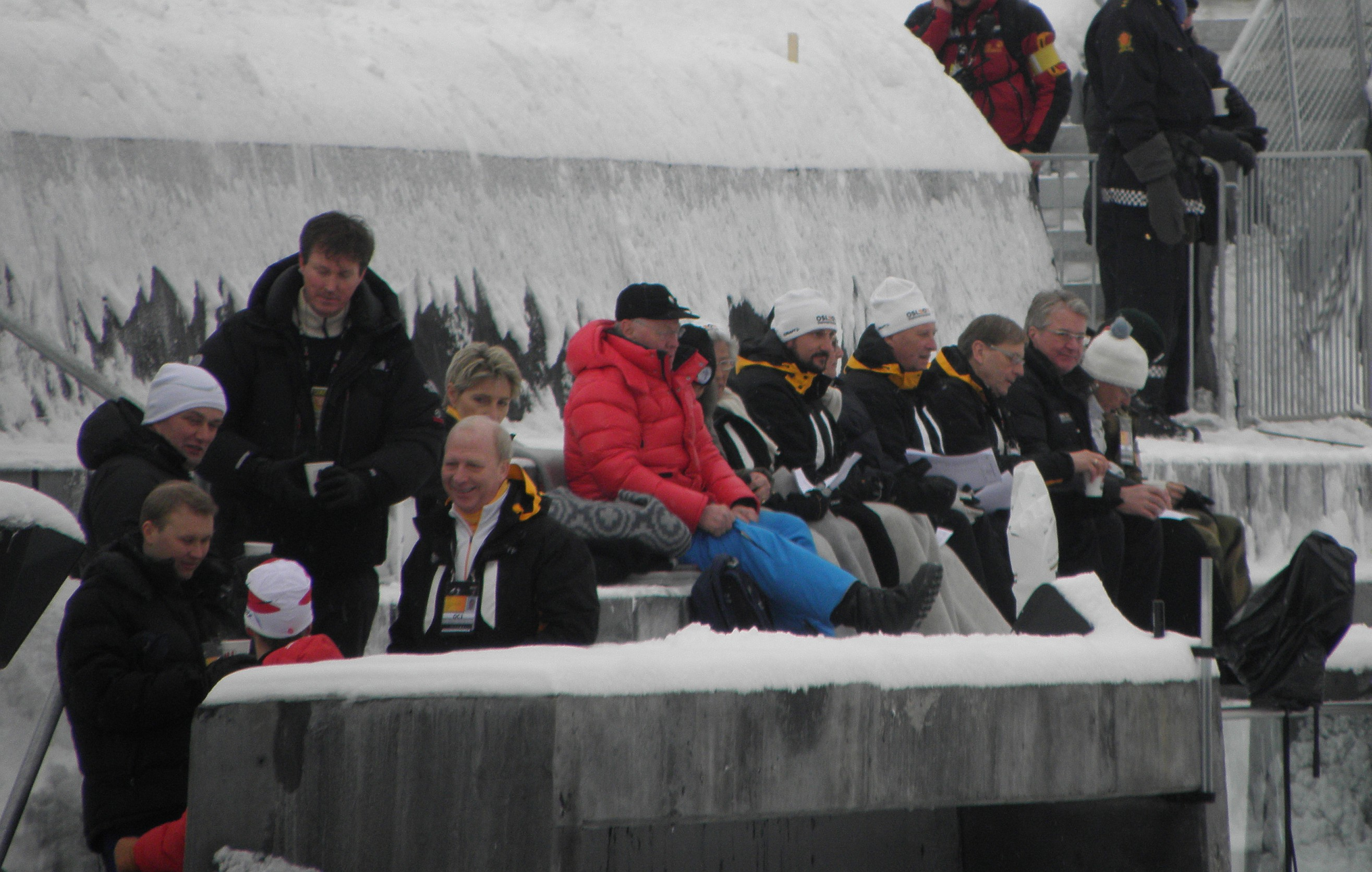
De koninklijke tribune
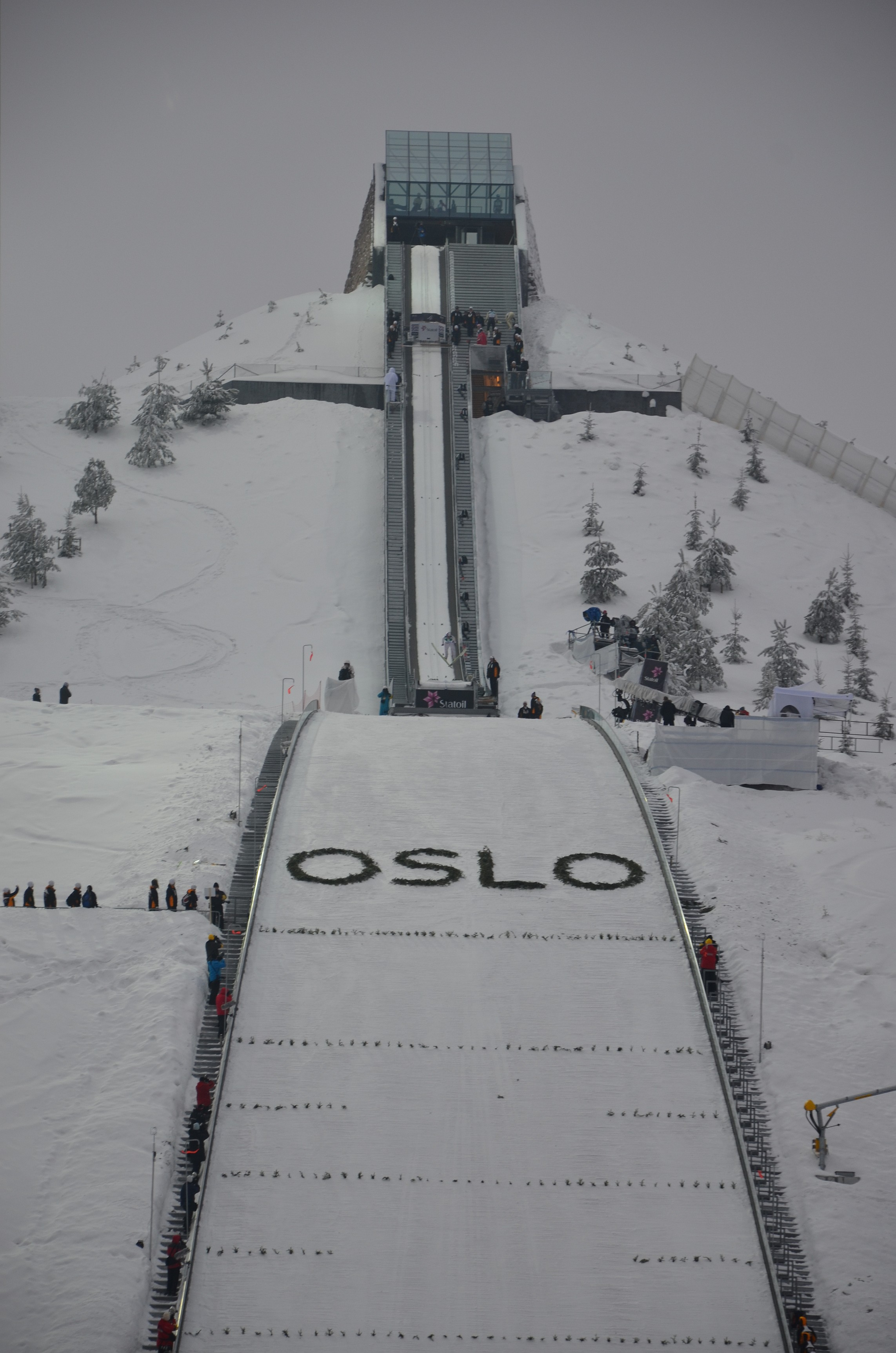
Adam Małysz springt